# 沈氏雙線䲁
沈氏雙線䲁（学名：Enneapterygius sheni），又名狗鰷、三鰭鳚，為輻鰭魚綱䲁形目三鰭䲁科雙線䲁屬的其中一種，分布於西太平洋的台灣海域，深度3至12公尺，本魚體型小呈圓柱狀，側線不連續，第一排鱗片有16-18個孔，第二排鱗片有16-18個缺刻，雄魚頭罩為黑色，第一、第二背鰭及臀鰭全部為黑色，雌魚第二背鰭有4個黑色斑點，臀鰭基部有8-9條黑褐色條紋，鰓蓋灰黑色，尾柄有黑色條紋，第一背鰭等於或高於第二背鰭，背鰭硬棘15枚、背鰭軟條9枚、臀鰭硬棘1枚、臀鰭軟條17枚，體長可達2.3公分，棲息在岩岸潮間帶，以藻類、小型無脊椎動物為食，雌魚產附著性卵在藻類築的巢，雄魚會守護卵，幼魚為浮游性，生活習性不明。

## 扩展阅读
維基物種上的相關：沈氏雙線䲁